# Campionato italiano di calcio da tavolo 2004
Il trentesimo campionato italiano di calcio da tavolo venne organizzato dalla F.I.S.C.T. a Roma il 7 e 8 giugno 2004.
Sono stati assegnati 5 titoli:
- Open
- Veterans (Over40)
- Under19
- Under15
- Under12

## Medagliere
| Pos. | Regione          |   |   |   | Totale |
| ---- | ---------------- | - | - | - | ------ |
| 1    | Campania         | 2 | 1 | 2 | 5      |
| 2    | Lazio            | 2 | 0 | 4 | 6      |
| 3    | Toscana          | 1 | 1 | 0 | 2      |
| 4    | Emilia-Romagna   | 0 | 2 | 2 | 4      |
| 5    | Marche           | 0 | 1 | 1 | 2      |
| 6    | Charleroi Belgio | 0 | 0 | 1 | 1      |

## Risultati

### Categoria Open

#### Girone A
- Luca Capellacci - Paolo Cuccu 3-0
- Paolo Cuccu - Luigi Pochesci 0-3
- Luca Capellacci - Luigi Pochesci 1-4

#### Girone B
- Giancarlo Giulianini - Maurizio Colella 2-0
- Maurizio Colella - Andrea Catalani 1-1
- Giancarlo Giulianini - Andrea Catalani 1-0

#### Girone C
- Saverio Bari - Federico Mattiangeli 1-1
- Federico Mattiangeli - Vincenzo Varriale 2-2
- Saverio Bari - Vincenzo Varriale 3-1

#### Girone D
- Antonio Mettivieri - Efrem Intra 1-1
- Andrea Di Vincenzo - Augusto Vagnoni 1-2
- Antonio Mettivieri - Augusto Vagnoni 6-2
- Andrea Di Vincenzo - Efrem Intra 0-2
- Antonio Mettivieri - Andrea Di Vincenzo 4-1
- Efrem Intra - Augusto Vagnoni 2-1

#### Girone E
- Alex Iorio - Simone Bertelli 2-1
- Massimiliano Croatti - Simone Bertelli 1-0
- Alex Iorio - Massimiliano Croatti 2-1

#### Girone F
- Stefano De Francesco - Roberto Iacovich 0-0
- Stefano Capossela - Roberto Iacovich 1-0
- Stefano De Francesco - Stefano Capossela 3-0

#### Girone G
- Francesco Quattrini - Antonio Aloisi 1-1
- Mario Corradi - Andrea Casentini 0-3
- Francesco Quattrini - Andrea Casentini 2-0
- Mario Corradi - Antonio Aloisi 2-0
- Francesco Quattrini - Mario Corradi 1-0
- Antonio Aloisi - Andrea Casentini 0-4

#### Girone H
- Massimo Bolognino - Giuseppe Guzzetta 2-0
- Francesco Mattiangeli - Giuseppe Guzzetta 2-0
- Massimo Bolognino - Francesco Mattiangeli 2-1

#### Ottavi di finale
- Luigi Pochesci - Andrea Casentini 0-0* d.c.p.
- Massimo Bolognino - Stefano Capossela 3-2
- Alex Iorio - Federico Mattiangeli 1-2
- Antonio Mettivieri - Andrea Catalani 1-0
- Saverio Bari - Efrem Intra 1-2 d.t.s.
- Stefano De Francesco - Luca Capellacci 0-3
- Francesco Quattrini - Francesco Mattiangeli 0-0* d.c.p.
- Giancarlo Giulianini - Simone Bertelli 1*-1 d.c.p.

#### Quarti di finale
- Andrea Casentini - Massimo Bolognino 2-3
- Federico Mattiangeli - Antonio Mettivieri 0-2
- Efrem Intra - Luca Capellacci 1-3
- Francesco Mattiangeli - Giancarlo Giulianini 0-2

#### Semifinali
- Massimo Bolognino - Antonio Mettivieri 3-2 d.t.s.
- Luca Capellacci - Giancarlo Giulianini 0-1

#### Finale
- Massimo Bolognino - Giancarlo Giulianini 2-0

### Categoria Under19

#### Girone Unico
- Stefano Buono - Cristian Indovino 6-0
- Nkrumah Adabire - Nahuel Gomez 0-1
- Daniele Bertelli - Nkrumah Adabire 6-1
- Cristian Indovino - Nahuel Gomez 0-0
- Daniele Bertelli - Cristian Indovino 5-0
- Stefano Buono - Nahuel Gomez 5-0
- Daniele Bertelli - Nahuel Gomez 12-0
- Stefano Buono - Nkrumah Adabire 5-0
- Daniele Bertelli - Stefano Buono 2-1
- Nkrumah Adabire - Cristian Indovino 3-0

#### Semifinali
- Daniele Bertelli - Nkrumah Adabire 5-0
- Stefano Buono - Nahuel Gomez 5-0

#### Finale
- Daniele Bertelli - Stefano Buono 4-0

### Categoria Under15

#### Girone A
- Jacopo Di Sora - Mattia Porcu 5-0
- Luca Basler - Mattia Porcu 2-0
- Jacopo Di Sora - Luca Basler 2-1

#### Girone B
- Mattia Muccioli - Cristopher Rossi 3-1
- Cristopher Rossi - Carlo Quadrano 0-1
- Mattia Muccioli - Carlo Quadrano 2-0

#### Girone C
- Simone Campana - Alberto Acerbi 2-2
- Simone Campana - Loris Santomauro 0-0
- Alberto Acerbi - Loris Santomauro 1-5

#### Girone D
- Giacomo Giordano - Andrea Roveri 2-1
- Giacomo Giordano - Mattia Bellotti 0-6
- Andrea Roveri - Mattia Bellotti 0-2

#### Quarti di finale
- Jacopo Di Sora - Simone Campana 4-0
- Carlo Quadrano - Mattia Bellotti 1-2
- Loris Santomauro - Luca Basler 3-0
- Mattia Muccioli - Giacomo Giordano 7-3

#### Semifinale
- Jacopo Di Sora - Mattia Bellotti 2-1
- Loris Santomauro - Mattia Muccioli 0-2

#### Finale
- Jacopo Di Sora - Mattia Muccioli 1-0

### Categoria Under 12

#### Semifinali
- Mattia Bellotti - Andrea Roveri 7-0
- Carlo Quadrano - Alberto Acerbi 1-0

#### Finale
- Mattia Bellotti - Carlo Quadrano 3-1

### Categoria Veterans

#### Girone A
- Carlo Melia - Massimo Bellotti 2-0
- Massimo Bellotti - Luca Rivetta 2-0
- Carlo Melia - Luca Rivetta 3-1

#### Girone B
- Riccardo Marinucci - Marco De Angelis 1-2
- Corrado Trenta - Francesco Bressi 11-1
- Riccardo Marinucci - Francesco Bressi 3-0
- Corrado Trenta - Marco De Angelis 2-1
- Riccardo Marinucci - Corrado Trenta 0-2
- Francesco Bressi - Marco De Angelis 0-2

#### Girone C
- Alessandro Arca - Fabrizio Sonnino 1-1
- Luca Trabanelli - Fabrizio Sonnino 1-2
- Alessandro Arca - Luca Trabanelli 0-0

#### Barrages
- Marco De Angelis - Alessandro Arca 0*-0 d.c.p.
- Fabrizio Sonnino - Massimo Bellotti 3-0

#### Semifinali
- Carlo Melia - Marco De Angelis 2-0
- Corrado Trenta - Fabrizio Sonnino 1-2

#### Finale
- Fabrizio Sonnino - Carlo Melia 0*-0 d.c.p.